# Sgt. Pepper's Lonely Hearts Club Band (film)
Pour les articles homonymes, voir Sgt. Pepper's Lonely Hearts Club Band.
Pour plus de détails, voir Fiche technique et Distribution.
Sgt. Pepper’s Lonely Hearts Club Band est un film musical américain sorti en 1978 inspiré par l'album éponyme des Beatles.

## Synopsis
Le bonheur et l'harmonie règnent à Heartland, symbolisées par un ancien militaire, le sergent Pepper, qui a fondé un groupe de musique nommé Sgt. Pepper's Lonely Hearts Club Band. De jeunes musiciens modernes recréant sa musique se font engager par un producteur de disques à Los Angeles, M. Kite. M. Mustard, maléfique promoteur immobilier assoiffé d'argent, en profite pour corrompre Heartland.

## Contexte
Le dessin animé avec les Beatles, Yellow Submarine, sorti dix ans plus tôt, avait déjà exploité le sujet d'un tel groupe, mais les Bee Gees ont pour ambition annoncée de surpasser à la fois l'album et le film avec leur version, aidés par une distribution impressionnante. Le film rentre dans ses frais, mais le succès escompté ne sera pas totalement au rendez-vous.

## Fiche technique
Source IMDb
- Titre : Sgt. Pepper's Lonely Hearts Club Band
- Réalisation : Michael Schultz
- Musique : John Lennon, Paul McCartney, George Harrison, Ringo Starr
- Photographie : Owen Roizman
- Cadreur : Donald Thorin
- Producteur : Robert Stigwood
- Distribution : Universal Pictures 
 Paramount Pictures
- Budget : 18 000 000 $
- Pays d'origine : États-Unis
- Langue : anglais
- Genre : musical, comédie fantastique, aventure
- Durée : 113 minutes
- Dates de sortie : 
  - Avant-premières : États-Unis : 11 juillet 1978 (Pacific's Cinerama Dome, à Los Angeles) ; 13 juillet 1978 (New York City, New York, premiere)
  - Royaume-Uni : 21 juillet 1978
  - États-Unis : 24 juillet 1978
  - France : 18 octobre 1978

## Distribution
- Peter Frampton : Billy Shears
- Barry Gibb : Mark Henderson
- Robin Gibb : Dave Henderson
- Maurice Gibb : Bob Henderson
- Frankie Howerd : M. Mustard
- Paul Nicholas : Dougie Shears
- George Burns : le narrateur
- Donald Pleasence : B. D. Hoffler
- Sandy Farina : Strawberry Fields
- Dianne Steinberg : Lucy
- Steve Martin : Dr Maxwell Edison
- Alice Cooper : Malvin Sunk
- Aerosmith : Future Villain Band
- Earth, Wind and Fire : eux-mêmes
- Billy Preston : Sergent Pepper
- Hank Worden : un vieil homme
- Max Showalter : Ernest Shears
- Gwen Verdon : apparition
- Delos V. Smith Jr. : un vieil homme

### Invités spéciaux
En outre, le film est une vision temporelle de la culture pop de la fin des années 1970, avec une dernière scène dans laquelle le groupe est rejoint par "Our Guests at Heartland" pour chanter la reprise de la chanson titre dans une formation imitant la couverture de l'album Sgt. Pepper des Beatles. La scène a été tournée aux studios MGM le 16 décembre 1977 ; en effet, selon la co-vedette Carel Struycken (l'homme de main de Brutard de Mustard), Sgt. Pepper est le dernier film réalisé à la MGM sous la direction de ce studio de cette époque.
Les invités sont :  
- Peter Allen
- Keith Allison
- George Benson
- Elvin Bishop
- Stephen Bishop
- Jack Bruce
- Keith Carradine
- Carol Channing
- « Charlotte, Sharon, and Ula » (en)
- Jim Dandy
- Sarah Dash
- Rick Derringer
- Barbara Dickson
- Donovan
- Dr. John
- Randy Edelman
- Yvonne Elliman
- José Feliciano
- Leif Garrett
- Adrian Gurvitz
- Billy Harper
- Eddie Harris
- Heart
- Nona Hendryx
- Barry Humphries comme Dame Edna Everage
- Etta James
- Bruce Johnston
- Joe Lala
- D.C. LaRue
- Jo Leb
- Marcy Levy
- Mark Lindsay
- Nils Lofgren
- John Mayall
- Curtis Mayfield
- Bruce Morrow (Cousin Brucie) (en)
- Peter Noone
- Alan O'Day
- Lee Oskar
- The Paley Brothers
- Robert Palmer
- Wilson Pickett
- Anita Pointer
- Bonnie Raitt
- Helen Reddy
- Minnie Riperton
- Chita Rivera
- Johnny Rivers
- Monte Rock III
- Danielle Rowe
- Seals & Crofts
- Sha Na Na
- Del Shannon
- Joe Simon
- Connie Stevens
- Al Stewart
- John Stewart
- Tina Turner
- Frankie Valli
- Gwen Verdon
- Diane Vincent
- Grover Washington, Jr.
- Alan White
- Lenny White
- Jackie Lomax
- Margaret Whiting
- Hank Williams, Jr.
- Johnny Winter
- Wolfman Jack
- Bobby Womack
- Gary Wright

## Bande originale
Toutes les chansons sont écrites et composées par John Lennon et Paul McCartney, sauf Here Comes The Sun qui est écrite par George Harrison..
| 1.  | Sgt. Pepper's Lonely Hearts Club Band/With a Little Help from My Friends                                | The Bees, Paul Nicholas, Peter Frampton, Bee Gees                     | 4:42 |
| 2.  | Here Comes the Sun (George Harrison)                                                                    | Sandy Farina                                                          | 3:05 |
| 3.  | Getting Better                                                                                          | Peter Frampton, Bee Gees                                              | 2:46 |
| 4.  | Lucy in the Sky with Diamonds                                                                           | Dianne Steinberg, Stargard                                            | 3:41 |
| 5.  | I Want You (She's So Heavy)                                                                             | Bee Gees, Dianne Steinberg, Paul Nicholas, Donald Pleasence, Stargard | 6:31 |
| 6.  | Good Morning Good Morning                                                                               | Paul Nicholas, Peter Frampton, Bee Gees                               | 1:58 |
| 7.  | She's Leaving Home                                                                                      | Bee Gees, Jay McIntosh, John Wheeler                                  | 2:40 |
| 8.  | You Never Give Me Your Money                                                                            | Paul Nichols, Dianne Steinberg                                        | 3:07 |
| 9.  | Oh! Darling                                                                                             | Robin Gibb                                                            | 3:29 |
| 10. | Maxwell's Silver Hammer                                                                                 | Steve Martin                                                          | 4:00 |
| 11. | Polythene Pam/She Came In Through the Bathroom Window/Nowhere Man/Sgt. Pepper's Lonely Hearts Club Band | Peter Frampton, Bee Gees                                              | 5:11 |

| 1.  | Got to Get You into My Life                    | Earth, Wind and Fire                                 | 3:36 |
| 2.  | Strawberry Fields Forever                      | Sandy Farina                                         | 3:31 |
| 3.  | When I'm Sixty-Four                            | Frankie Howerd, Sandy Farina                         | 2:40 |
| 4.  | Mean Mr. Mustard                               | Frankie Howerd                                       | 2:39 |
| 5.  | Fixing a Hole                                  | George Burns                                         | 2:25 |
| 6.  | Because                                        | Alice Cooper, Bee Gees                               | 2:45 |
| 7.  | Golden Slumbers/Carry That Weight              | Peter Frampton, Bee Gees                             | 3:24 |
| 8.  | Come Together                                  | Aerosmith                                            | 3:46 |
| 9.  | Being for the Benefit of Mr. Kite!             | Maurice Gibb, Peter Frampton, George Burns, Bee Gees | 3:12 |
| 10. | The Long and Winding Road                      | Peter Frampton                                       | 3:40 |
| 11. | A Day in the Life                              | Barry Gibb, Bee Gees                                 | 5:11 |
| 12. | Get Back                                       | Billy Preston                                        | 2:56 |
| 13. | Sgt. Pepper's Lonely Hearts Club Band (Finale) | tous                                                 | 2:13 |